# Овчаренко, Дмитрий Романович
Дми́трий Рома́нович Овчаре́нко (25 января 1919 — 28 января 1945) — советский военнослужащий, участник Великой Отечественной войны, Герой Советского Союза (9 ноября 1941). Отличился в начальный период войны, 13 июля 1941 года, в одиночку вступив в бой против 50 гитлеровских солдат и офицеров, при этом с помощью гранат и топора уничтожив 21 из них, включая двух офицеров.

## Биография
Родился в 1919 году в селе Овчарово Харьковской губернии (ныне в Троицком районе Луганской области) в крестьянской семье. Украинец. Отец Дмитрия был сельским плотником. Мать — Василиса Игнатьевна Овчаренко, проживала в селе Овчарово. Образование начальное — 5 классов. Работал в колхозе. В 1939 году был призван в Красную армию.
На фронтах Великой Отечественной войны с первых дней. Отличился в оборонительных боях у г. Кишинёв. В первые же дни войны Дмитрий был легко ранен, и его перевели из строевого подразделения ездовым на склад боеприпасов.
13 июля 1941 года в боях в районе города Бельцы (Молдавия), при доставке боеприпасов и продуктов в свою роту возле местечка Песец (Хмельницкая область), ездовой пулемётной роты 389-го стрелкового полка 176-й стрелковой дивизии 9-й армии Южного фронта красноармеец Д. Р. Овчаренко внезапно столкнулся с отрядом солдат и офицеров противника численностью 50 человек. При этом противнику удалось завладеть его винтовкой. Однако Д. Р. Овчаренко не растерялся и, выхватив из повозки топор, отрубил допрашивавшему его офицеру голову, бросил в солдат противника три гранаты, уничтожив 21 солдата. Остальные в панике разбежались. Затем он догнал второго офицера, который был ранен, в огороде местечка Песец и также отрубил ему голову. Третьему офицеру удалось сбежать. Затем Овчаренко собрал с убитых документы, карты, планшеты, схему и вместе с грузом прибыл в роту, доставив свой груз вовремя.
Вскоре Дмитрий был восстановлен в должности пулемётчика и продолжал выполнять свой воинский долг. Командование отмечало высокий боевой дух бойца, который 27 июля на высоте 239,8 своим ураганным пулемётным огнём подавал пример боевым товарищам.
3 августа, оценив масштаб совершённого подвига, командир 389-го стрелкового полка майор С. В. Крамской и военный комиссар старший политрук Зекин отправили представление на Д. Р. Овчаренко к высшей награде — званию Героя Советского Союза.

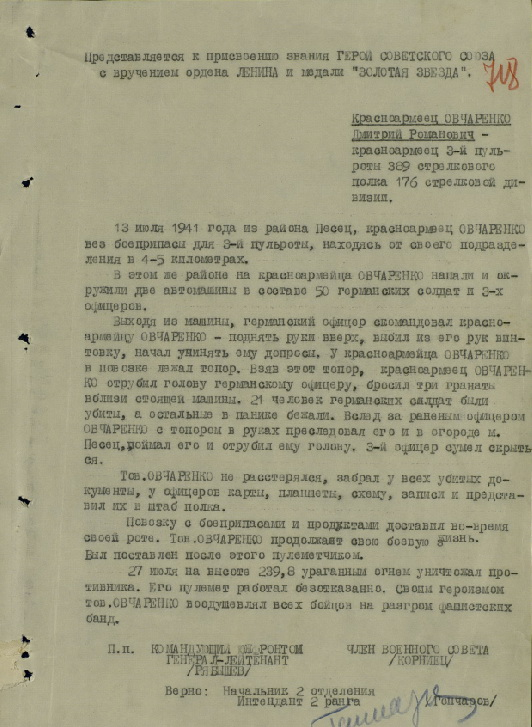
Представление Дмитрия Овчаренко к званию Героя Советского Союза, подписанное командующим Южным фронтом генерал-лейтенантом Д. И. Рябышевым и членом Военного совета Л. Р. Корнийцом

Указом Президиума Верховного Совета СССР от 9 ноября 1941 года «за образцовое выполнение боевых заданий командования на фронте борьбы с немецко-фашистскими захватчиками и проявленные при этом мужество и героизм» красноармейцу Овчаренко Дмитрию Романовичу присвоено звание Героя Советского Союза с вручением ордена Ленина и медали «Золотая Звезда».
В боях за освобождение Венгрии в районе станции Шерегейеш пулемётчик 3-й танковой бригады рядовой Д. Р. Овчаренко был тяжело ранен. Скончался в госпитале от ран 28 января 1945 года (по другим данным — погиб в бою и не был похоронен, так как остался на территории, занятой противником).

## Награды
- Медаль «Золотая Звезда» (СССР) (9 ноября 1941[2][9][10]
- орден Ленина (9 ноября 1941).

## Память
В родном селе Овчарово рядовому Д. Р. Овчаренко установлен памятник и названа улица его именем.